# Nargis Fakhri
Pour les articles homonymes, voir Fakhri.
Nargis Fakhri (née le 20 octobre 1979) est un mannequin et une actrice américaine ayant essentiellement travaillé à Bollywood, notamment dans le film Rockstar en 2011, mais aussi à Hollywood dans Spy en 2015.

## Biographie
Nargis Fakhri est née le 20 octobre 1979 dans le Queens, à New York, de Mohammed Fakhri, un ancien policier, et de Marie Fakhri. Son père est pakistanais et sa mère est tchèque. Elle a une sœur cadette, Aliya. Les parents de Fakhri ont divorcé lorsqu'elle avait six ans, et son père est décédé quelques années plus tard. En raison de son appartenance ethnique pakistano-tchèque et de sa nationalité américaine, Fakhri s'auto-décrit comme une « citoyenne du monde »,,.

## Filmographie

### Cinéma
- 2011 : RockStar de Imtiaz Ali : Heer Kaul
- 2013 : Madras Cafe (en) de Shoojit Sircar (en) : Jaya Sahni
- 2013 : Phata Poster Nikhla Hero (en) de Rajkumar Santoshi : danseuse
- 2014 : Main Tera Hero (en) de David Dhawan : Ayesha
- 2014 : Kick de Sajid Nadiadwala (en) : elle-même (caméo)
- 2015 : Spy de Paul Feig : Lia
- 2016 : Housefull 3 de Farhad-Sajid

## Distinctions

### Récompenses
- International Indian Film Academy Awards
  - 2012 : Couple le plus sexy (en) (avec Ranbir Kapoor, pour Rockstar)

### Nominations
- BIG Star Entertainment Awards (en)
  - 2013 : Actrice la plus divertissante dans un film dramatique (pour Madras Cafe (en))
- Filmfare Awards
  - 2012 : Meilleur espoir féminin (pour Rockstar)
- Stardust Awards
  - 2012 : Superstar féminine de demain (en) (pour Rockstar)
  - 2014 : Meilleure actrice dans un second rôle (en) (pour Main Tera Hero (en))
- Zee Cine Awards
  - 2012 (en) : Meilleure actrice débutante (en) (pour Rockstar)